# Taye Atske Selassie
Taye Atske Selassie (amh. ታዬ አጽቀሥላሴ; ur. 13 stycznia 1956 w Debark) – etiopski dyplomata i polityk, w 2024 minister spraw zagranicznych, od 7 października 2024 prezydent Etiopii. 

## Życiorys
Odbył studia licencjacie z zakresu nauk politycznych i stosunków międzynarodowych na   Uniwersytecie w Addis Abebie. W 1989 uzyskał tytuł magistra w dziedzinie stosunków międzynarodowych i studiów strategicznych na Lancaster University. 
W latach 1992–1993 wchodził w skład komisji opracowującej projekt Konstytucji Etiopii, po czym podjął pracę w etiopskiej służbie dyplomatycznej. Był m.in.: radcą ambasady w Waszyngtonie (2000–2002), konsulem generalnym w Los Angeles (od 2002), dyrektorem generalnym departamentu ds. Ameryki w MSZ (2010–2015), sekretarzem stanu ds. politycznych w MSZ (2015–2017) ambasadorem w Egipcie (2017–2018), stałym przedstawicielem Etiopii przy siedzibie głównej ONZ w Nowym Jorku (2018–2023) oraz głównym doradcą premiera Abiy Ahmeda Alego ds. zagranicznych (2023–2024).
8 lutego 2024 został powołany na stanowiska ministra spraw zagranicznych. 7 października 2024 – po rezygnacji Sahle-Work Zewde, został wybrany przez parlament na urząd prezydenta Etiopii, który objął tego samego dnia.